# Biblioteka Publiczna w Dzielnicy Ochota m.st. Warszawy

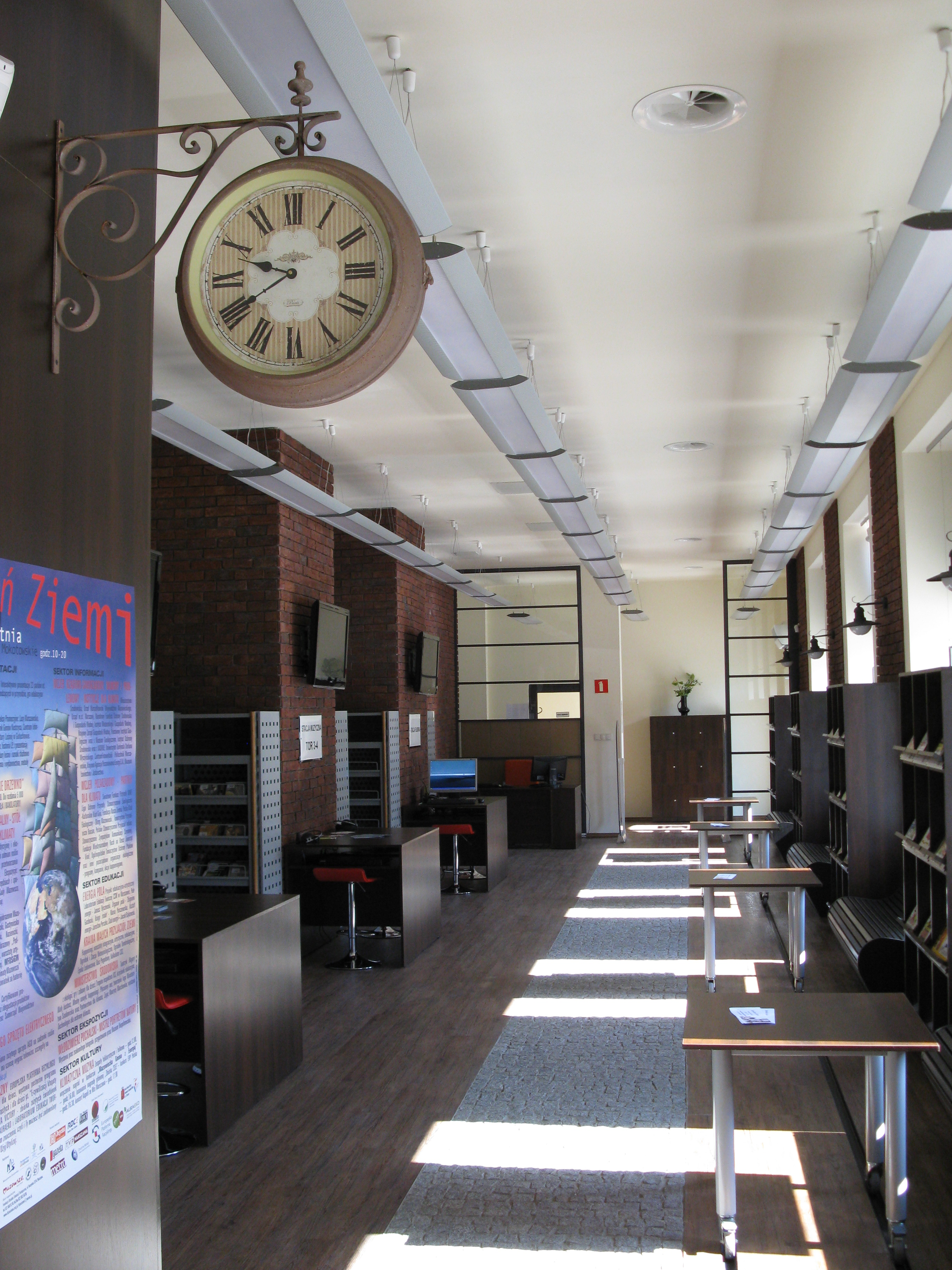
Wnętrze Mediateki Przystanek Książka

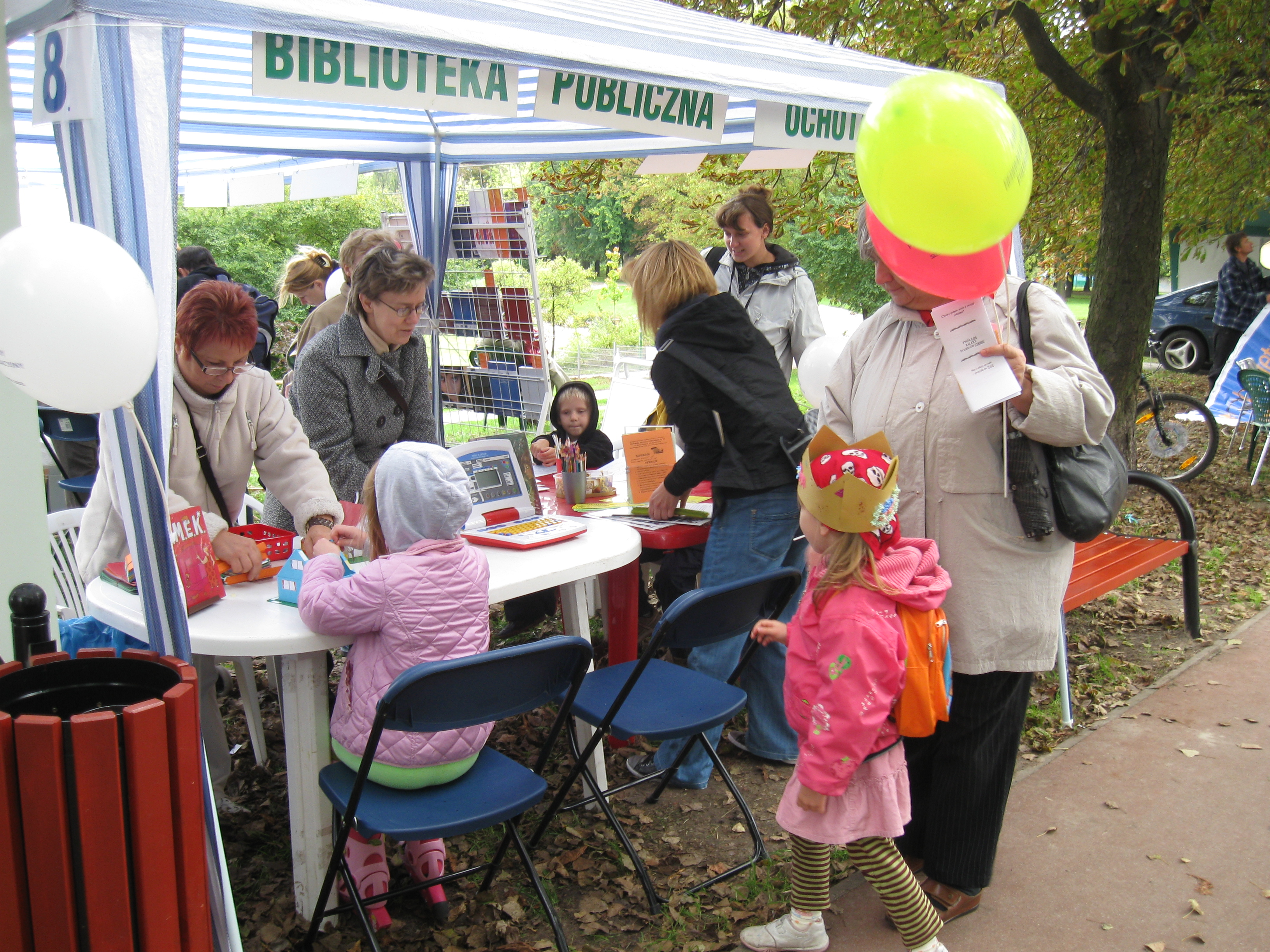
Stoisko biblioteki na Pikniku Integracyjnym 2010 w Parku Szczęśliwickim

Biblioteka Publiczna w Dzielnicy Ochota m.st. Warszawy jest samorządową instytucją kultury, zajmującą się gromadzeniem, opracowaniem, przechowywaniem i udostępnianiem zbiorów bibliotecznych, informującą o swoich i obcych materiałach bibliotecznych. Siedziba biblioteki mieści się w Dzielnicy Ochota m.st. Warszawa i działa na podstawie statutu, nadanego jej przez Radę m.st. Warszawy. Biblioteka, oprócz dziewięciu wypożyczalni książek dla dorosłych i dla dzieci, składa się z mediateki („Przystanek Książka”), Czytelni Naukowej oraz Wypożyczalni Książek Naukowych.

## Historia
Historia biblioteki jest ściśle związana z Biblioteką Publiczną m. st. Warszawy powołaną w 1906 roku przez Towarzystwo Biblioteki Publicznej, do którego należeli m.in. Henryk Sienkiewicz i Stefan Żeromski, i przekazaną samorządowi miejskiemu w roku 1928.
Po wojnie, w 1945 roku powstało w różnych dzielnicach stolicy 11 filii Biblioteki Publicznej m. st. Warszawy. Rozwój miejskiej sieci bibliotecznej następował dynamicznie i w 1956 roku pojawiła się potrzeba utworzenia dzielnicowych zespołów bibliotek publicznych, jako jednostek budżetowych dzielnicowych rad narodowych, dla zapewnienia sprawnie funkcjonującego nadzoru merytorycznego. W 1959 roku na terenie Ochoty funkcjonowała VI Czytelnia Naukowa we Włochach, Wypożyczalnia Kompletów Książek oraz cztery wypożyczalnie dla dorosłych (23, 28, 30 i 33) i dwie biblioteki dla dzieci (5 i 22). Biblioteka Publiczna m. st. Warszawy wraz z siecią bibliotek terenowych tworzyła nadal całość organizacyjną. W 1961 roku powstały Dzielnicowe Biblioteki Publiczne, które przejęły całkowity nadzór nad działalnością placówek funkcjonujących na terenie dzielnicy.
W latach 60. i 70. otworzono kolejne filie dla dorosłych (48, 75, 76, 93, 99) i dla dzieci (41 i 48) oraz XI Czytelnię Naukową. W roku 1977, po przyłączeniu Ursusa do Warszawy, w skład ochockiej sieci bibliotek publicznych weszły wypożyczalnie 116 i 117 oraz Biblioteka dla Dzieci i Młodzieży Nr 64. W roku 1985 została utworzona Biblioteka dla Dzieci i Młodzieży Nr 68.
W 1994 roku w wyniku reformy administracyjnej Warszawy i wyodrębnieniu się Ursusa i Włoch, placówki zlokalizowane na ich terenie zostały przejęte przez zarządy nowych dzielnic. W 2009 roku został otwarty „Przystanek Książka”, łączący funkcję wypożyczalni książek oraz mediateki.

## Struktura
Sieć bibliotek publicznych Ochoty składa się obecnie z 3 oddziałów Biblioteki Dzielnicowej:
- XI Czytelnia Naukowa
- Wypożyczalnia Książek Naukowych
- Warszawska Galeria Ekslibrisu

Mediateki:
- Przystanek Książka

Oraz dziewięciu filii:
- 6 wypożyczalni dla dorosłych
- 3 biblioteki dla dzieci i młodzieży.

## Działalność animacyjna i edukacyjna
Oprócz udostępniania swych zbiorów i świadczenia szeroko pojętych usług informacyjnych, we wszystkich placówkach prowadzona jest działalność popularyzująca czytelnictwo i biblioteki w najbliższym środowisku. Owocem ścisłej współpracy z placówkami oświatowymi są wycieczki, lekcje biblioteczne i warsztaty czytelnicze przeznaczone dla dzieci i młodzieży od lat 6 do 19.
Spotkania z literatami, artystami i pracownikami naukowymi organizowane są zarówno w bibliotekach dla dzieci, jak też w wypożyczalniach dla dorosłych.
Biblioteka współpracuje z innymi instytucjami kultury oraz organizacjami społeczno-kulturalnymi działającymi na terenie Ochoty oraz bierze udział we wspólnie organizowanych imprezach plenerowych, podczas których prowadzona jest promocja Biblioteki.
Wydarzenia w których biblioteka jest organizatorem lub bierze regularny udział:
- Mironalia – impreza uliczna na cześć Mirona Białoszewskiego
- Piknik Integracyjny w Parku Szczęśliwickim[5][6]
- Warszawski Dzień Sąsiada[7]
- Dni Seniora[8]
- Coroczny konkurs literacki dla seniorów[9]
- Kurs komputerowy dla seniorów
- Wieczory kultur świata
- Spotkania językowe na Przystanku Książka[10]
- Wernisaże ekslibrisów w Warszawskiej Galerii Ekslibrisu[11]
- Akcja „Zima w mieście”
- Tydzień bibliotek

## Biblioteka dla Dzieci i Młodzieży Nr 5

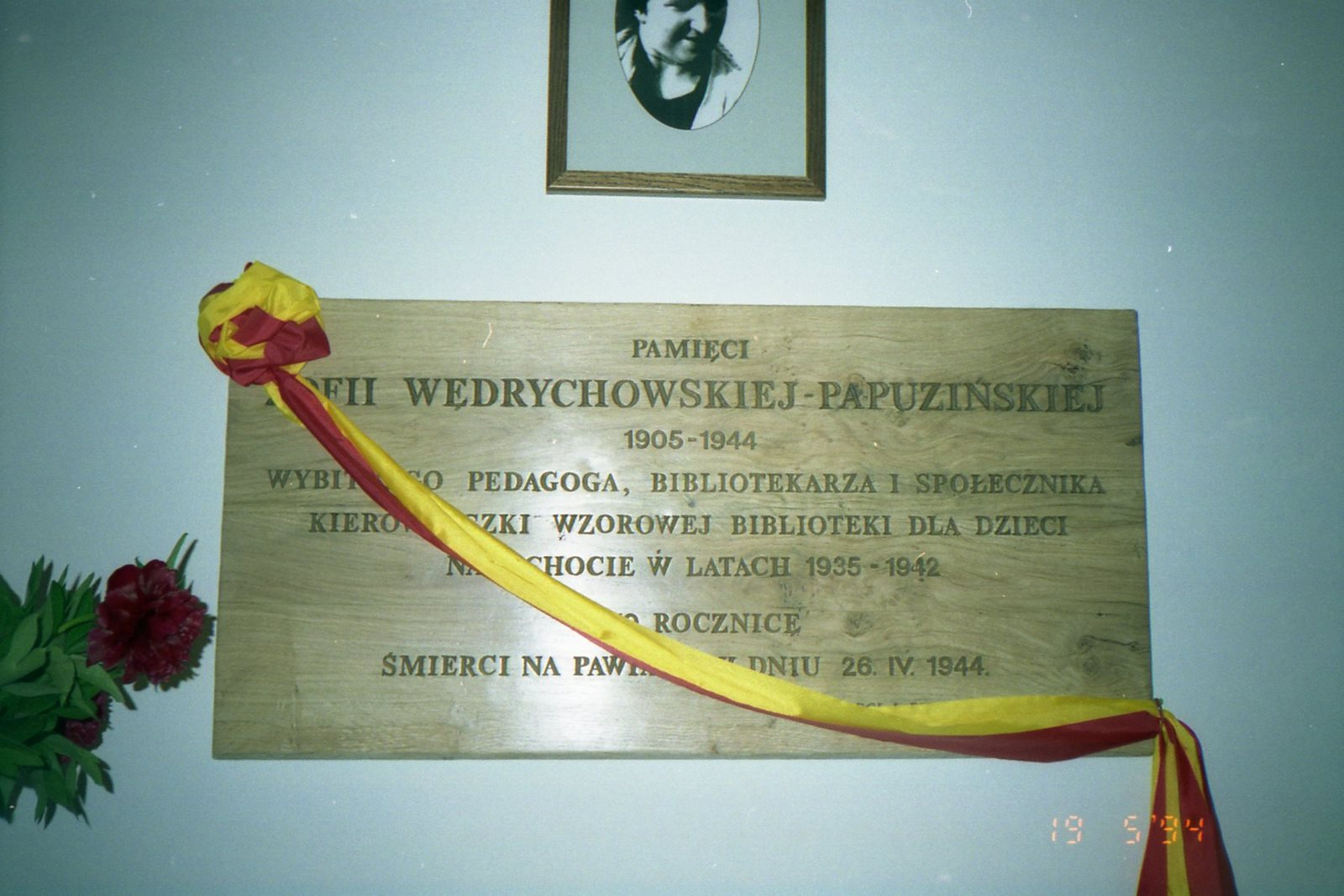
Tablica odsłonięta w dniu 19.05.1994 w Bibliotece dla Dzieci i Młodzieży Nr 5. Napis na tablicy: Pamięci Zofii Wędrychowskiej-Papuzińskiej 1905-1944 Wybitnego pedagoga, bibliotekarza, społecznika. Kierownika Wzorcowej Biblioteki dla Dzieci na Ochocie w latach 1935-1942. W 50 rocznicę śmierci na Pawiaku w dniu 26.IV.1944

Biblioteka jest jedną z filii Biblioteki Publicznej w Dzielnicy Ochota. Placówka jest najstarszą warszawska biblioteką dla dzieci. Powstała 25 listopada 1927 roku z inicjatywy społecznej jako Biblioteka Wzorowa dla Dzieci. Inicjatorką jej powołania była prof. Helena Radlińska. Związek Księgarzy i Wydawców Polskich ofiarował opracowany księgozbiór, a władze oświatowe oddały do użytku lokal w budynku szkoły przy ul. Grójeckiej 93.
Biblioteka wdrażała organizację i metody pracy Paryskiej Biblioteki dla Dzieci. Dla najmłodszych było to opowiadanie baśni, głośne czytanie, pogadanki. Biblioteka ta, organizując praktyki i przyjmując wycieczki, stawała się placówką instruującą bibliotekarzy i nauczycieli. Prowadziła badania dotyczące zainteresowań czytelniczych dzieci.
W dniu 10 października 1936 roku biblioteka została przeniesiona do nowej siedziby w budynku Zrzeszenia Organizacji Społeczno-Kulturalnych przy ul. Reja 9. Otwarcie filii nastąpiło pod nową nazwą Biblioteka dla Dzieci Nr 1. Kierowniczką została Zofia Wędrychowska-Papuzińska, absolwentka Studium Pracy Społeczno-Oświatowej Wolnej Wszechnicy Polskiej.
Wybuch wojny ograniczył rozwój placówki. Zofia Wędrychowska-Papuzińska, wbrew intencjom władz okupacyjnych starała się utrzymać bibliotekę. Księgozbiór zmniejszał się z powodu selekcji zarządzonej przez władze okupacyjne (polecono usunąć wszystkie książki historyczne). W czasie okupacji niemieckiej w latach 1940 – 1942 w bibliotece rozwinięto działalność pedagogiczną i kulturalno-oświatową czytelników. Kierowniczka przekazywała dzieciom treści wykreślone przez okupanta z programów szkolnych.
Koło Stałych Czytelników brało udział w pracach społecznych: zbierało książki, przepisywało książki dla najmłodszych, opiekowało się przedszkolem, organizując dla dzieci zabawę choinkową z upominkami, współpracowało z PCK. Biblioteka odgrywała rolę centrum kultury, a także drugiego domu, miejsca azylu dla dzieci w latach okupacji.
Po zamknięciu biblioteki w sierpniu 1942 roku, Zofia Wędrychowska-Papuzińska potajemnie wypożyczała wycofane przez Niemców książki w swoim mieszkaniu. W jej domu odbywały się tajne zbiórki harcerskie. Po odkryciu przez gestapo miejsca zbiórek, wyprowadziła z domu całą rodzinę, zostając przy rannych harcerzach. Aresztowana wraz z nimi 22 II 1944 r. i wywieziona na Pawiak, została rozstrzelana 26 IV 1944 r.
Po wojnie biblioteka wznowiła swoją działalność 1.10.1946 r. jako Biblioteka Publiczna dla Dzieci Nr V w budynku przy ul. Grójeckiej 93. Funkcjonowała na II piętrze szkoły w budynku do połowy spalonym. Kierowniczką biblioteki została Barbara Kwiatkowska – po dwóch miesiącach została aresztowana za ukrywającego się męża, byłego żołnierza AK. W 1947 roku kierowniczką została Sława Łabanowska. Bibliotekarka nawiązała współpracę ze szkołami, zapraszając klasy na wycieczki i lekcje biblioteczne, co spowodowało wzrost liczby czytelników. Prowadzone były różne możliwe formy popularyzujące książki. Placówka została wytypowana przez władze Biblioteki Głównej jako jedna z trzech bibliotek „wiodących”.
Po kilkuletnich staraniach biblioteka otrzymała samodzielny lokal (po dawnej świetlicy) przy ul. Częstochowskiej 26, którego otwarcie nastąpiło w 1956 r. Nowych czytelników pozyskiwano zapraszając poszczególne klasy z okolicznych szkół podstawowych Nr 9, 16 i 61 na godziny przysposobienia bibliotecznego.
W 1969 roku Biblioteka dla Dzieci Nr V nawiązała współpracę z Towarzystwem Przyjaciół Warszawy. Na terenie czytelni powstała Komisja Młodzieżowa TPW Oddziału Ochota. Celem tej komisji było przekazywanie młodzieży wiadomości o Warszawie, jej dziejach, ludziach zasłużonych dla miasta, problemach Warszawy współczesnej. Osiągnięcie tych celów było możliwe poprzez zorganizowanie Kursów Wiedzy o Warszawie dla czytelników, uczniów okolicznych szkół.
Biblioteka wielokrotnie była wyróżniana, zwłaszcza przy okazji kolejnych jubileuszy czy też majowych Dni Bibliotekarza. Wśród znaczących wyróżnień i nagród szczególnie cenną bo prestiżową nagrodę przyznaną przez Polską Sekcję IBBY w 1999 r. otrzymała bibliotekarka Barbara Szczęsna za upowszechnianie czytelnictwa. Od 2001 roku biblioteką kieruje Ewa Wasilewska. Biblioteka została najlepszą placówką kulturalną na Ochocie w roku 2001/2002.
Od 14 marca 2011 roku biblioteka działa w nowym lokalu, przy ul. Grójeckiej 109, potocznie nazywanym „Pod Skrzydłami”, obok Warszawskiej Galerii Ekslibrisu oraz Wypożyczalni dla Dorosłych i Młodzieży Nr 75.

## Warszawska Galeria Ekslibrisu
Warszawska Galeria Ekslibrisu istnieje przy Wypożyczalni nr 75 Biblioteki Publicznej w Dzielnicy Ochota m.st. Warszawy od lutego 1992 roku. Rozpoczynała swoją działalność pod szyldem „Mała Galeria Ekslibrisu”, wystawiając znaki książkowe w kilku gablotach ustawionych w bibliotecznym korytarzu.
Systematycznie rozwijana działalność zaowocowała coraz częstszymi wystawami oraz poszerzeniem kontaktów z autorami i kolekcjonerami ekslibrisów. W marcu 1999 roku Mała Galeria Ekslibrisu została przemianowana na Warszawską Galerię Ekslibrisu.
Galeria jest jedyną tego typu placówką w Warszawie, oraz znaczącym ośrodkiem sztuki ekslibrisowej w kraju. Dzięki międzynarodowym konkursom, biennale (Varsaviana w ekslibrisie) i przeglądom twórczości znana jest grafikom z różnych krajów, którzy zabiegają o wystawy indywidualne w Warszawie.
Galeria współpracuje z Towarzystwem Bibliofilów Polskich, Polskim Towarzystwem Numizmatycznym, Towarzystwem Polsko-Japońskim, Akademią Ekslibrisu w Rzymie i Centrum Ekslibrisu w Kazachstanie.
WGE organizuje rocznie 6-8 wystaw tematycznych lub autorskich. Wernisaże wystaw połączone ze spotkaniami z artystami i kolekcjonerami stanowią dobrą okazję do wymiany poglądów na temat sztuki ekslibrisowej i nawiązywania nowych kontaktów. Do każdej wystawy opracowywany jest katalog.
Od 1999 roku Warszawska Galeria Ekslibrisu wydaje periodyk „Ex Bibliotheca: magazyn grafików i kolekcjonerów ekslibrisów”, jedyne w Polsce czasopismo poświęcone znakom książkowym. Publikowane w nim artykuły dotyczą znaków własnościowych książki, ich twórców i kolekcjonerów, działalności ośrodków popularyzujących ekslibris, ważnych wydarzeń ekslibrisowych, takich jak konkursy czy wystawy.

## Archiwum społeczne i projekt „FotoOchota”
Biblioteka Publiczna w Dzielnicy Ochota m.st. Warszawy od wielu lat gromadzi materiały archiwalne dotyczące Dzielnicy Ochota. Są to książki, fragmenty książek, artykuły z czasopism. Zbiory pozyskiwane są od osób prywatnych, przede wszystkim od mieszkańców dzielnicy Ochota i jednocześnie czytelników biblioteki. Wszystkie materiały są na bieżąco digitalizowane.
Projekt „FotoOchota” rozpoczął działalność we wrześniu 2011 roku. Koordynatorem projektu jest Wypożyczalnia Książek Naukowych, natomiast zbiory przyjmują jeszcze trzy inne filie Biblioteki.
Osobną kategorię stanowią fotografie należące do biblioteki. Są to zdjęcia przedstawiające filie biblioteczne zlokalizowane na terenie dzielnicy Ochota. Zbiór liczy 52 zdjęcia z lat 1955–1996.